# Віндішлойба
Віндішлойба (нім. Windischleuba) — громада в Німеччині, розташована в землі Тюрингія. Входить до складу району Альтенбургер-Ланд. Складова частина об'єднання громад Пляйсенауе.
Площа — 20,72 км2. Населення становить 1894 ос. (станом на 31 грудня 2021).

## Галерея

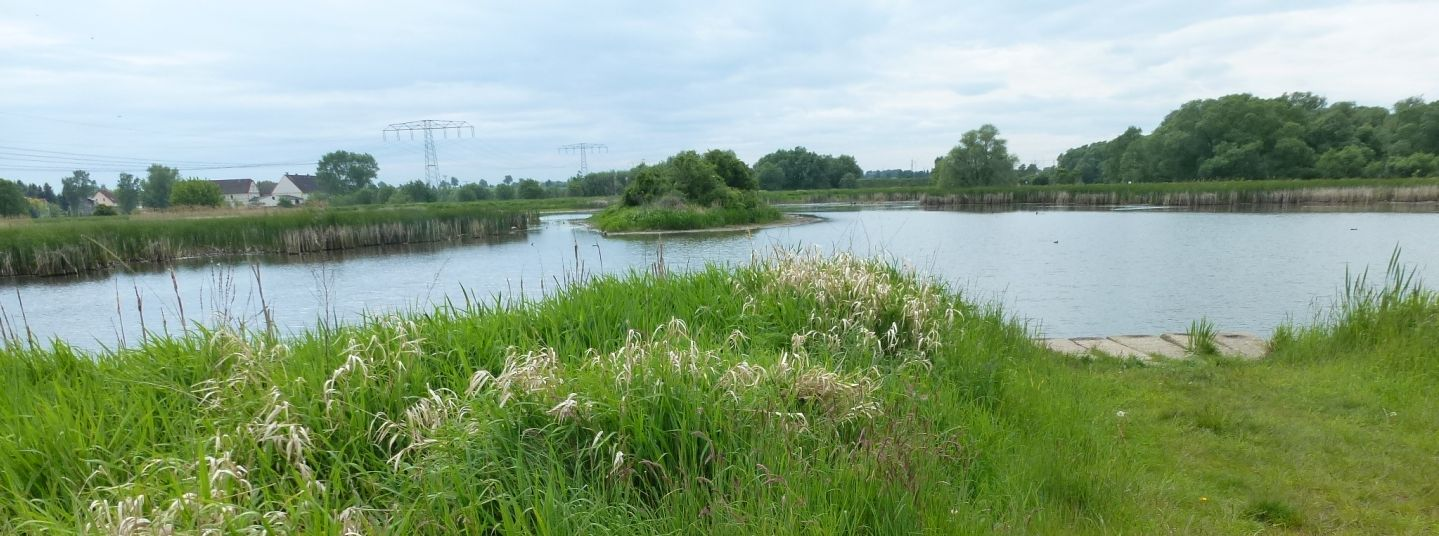
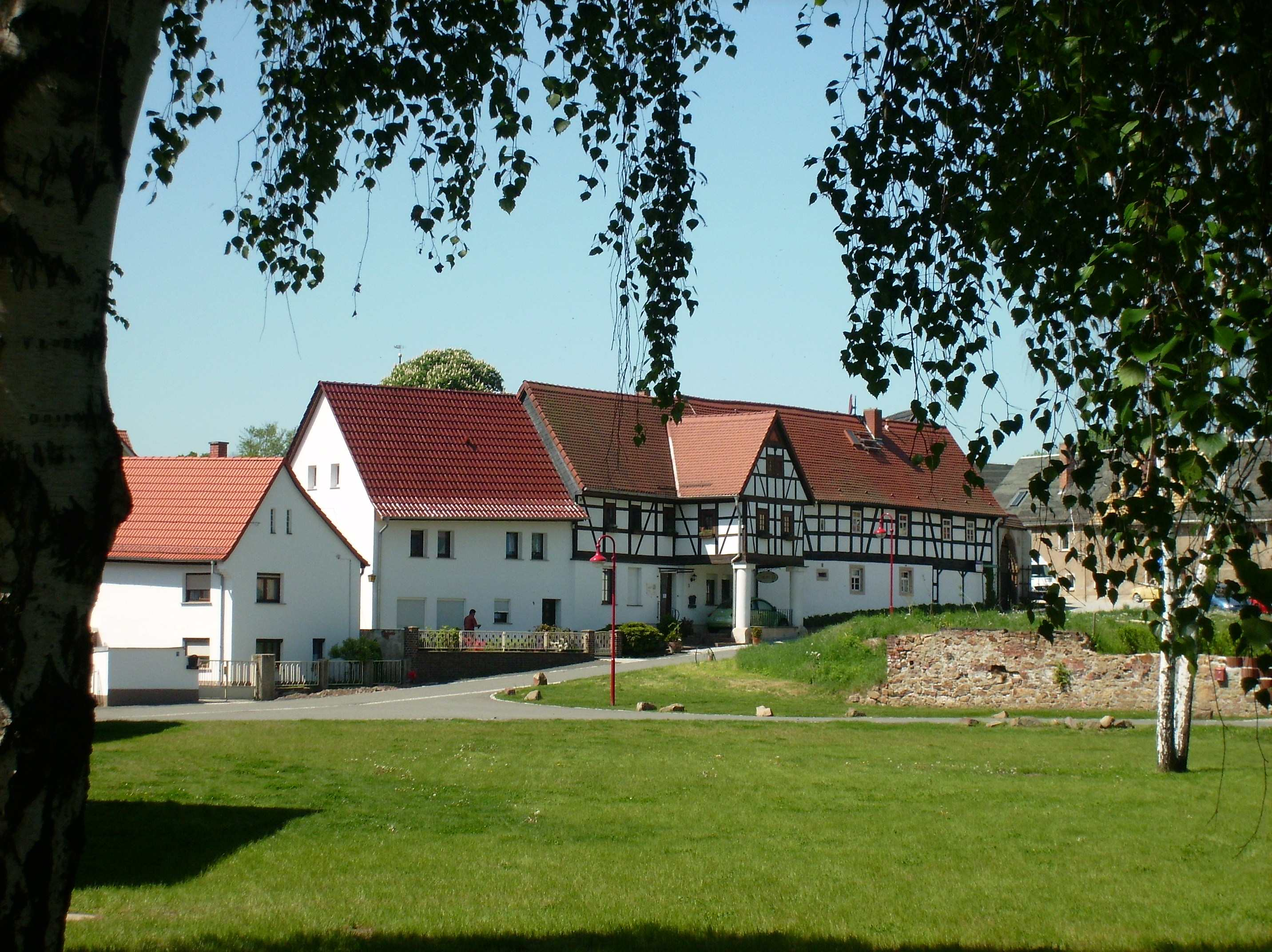
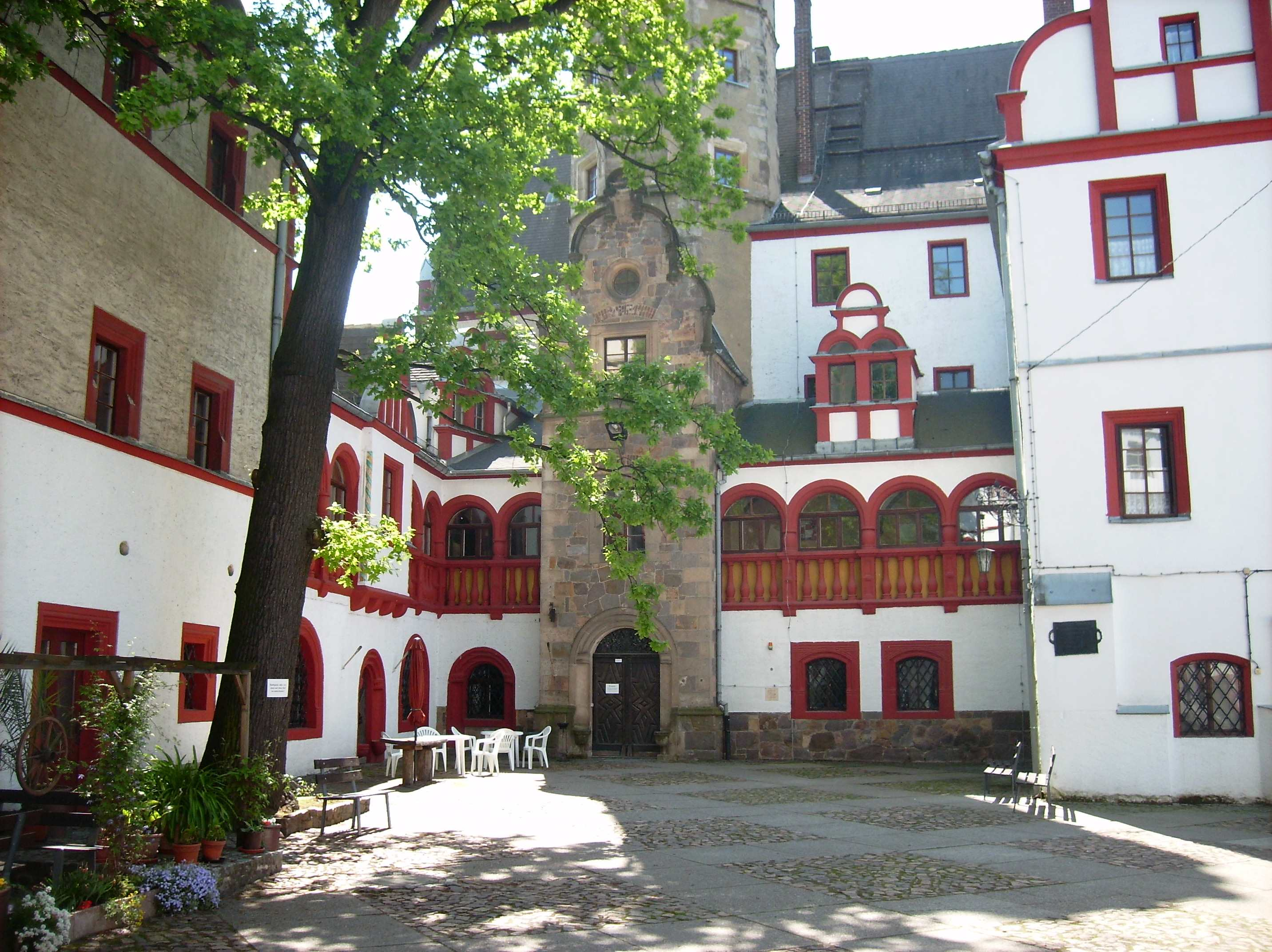
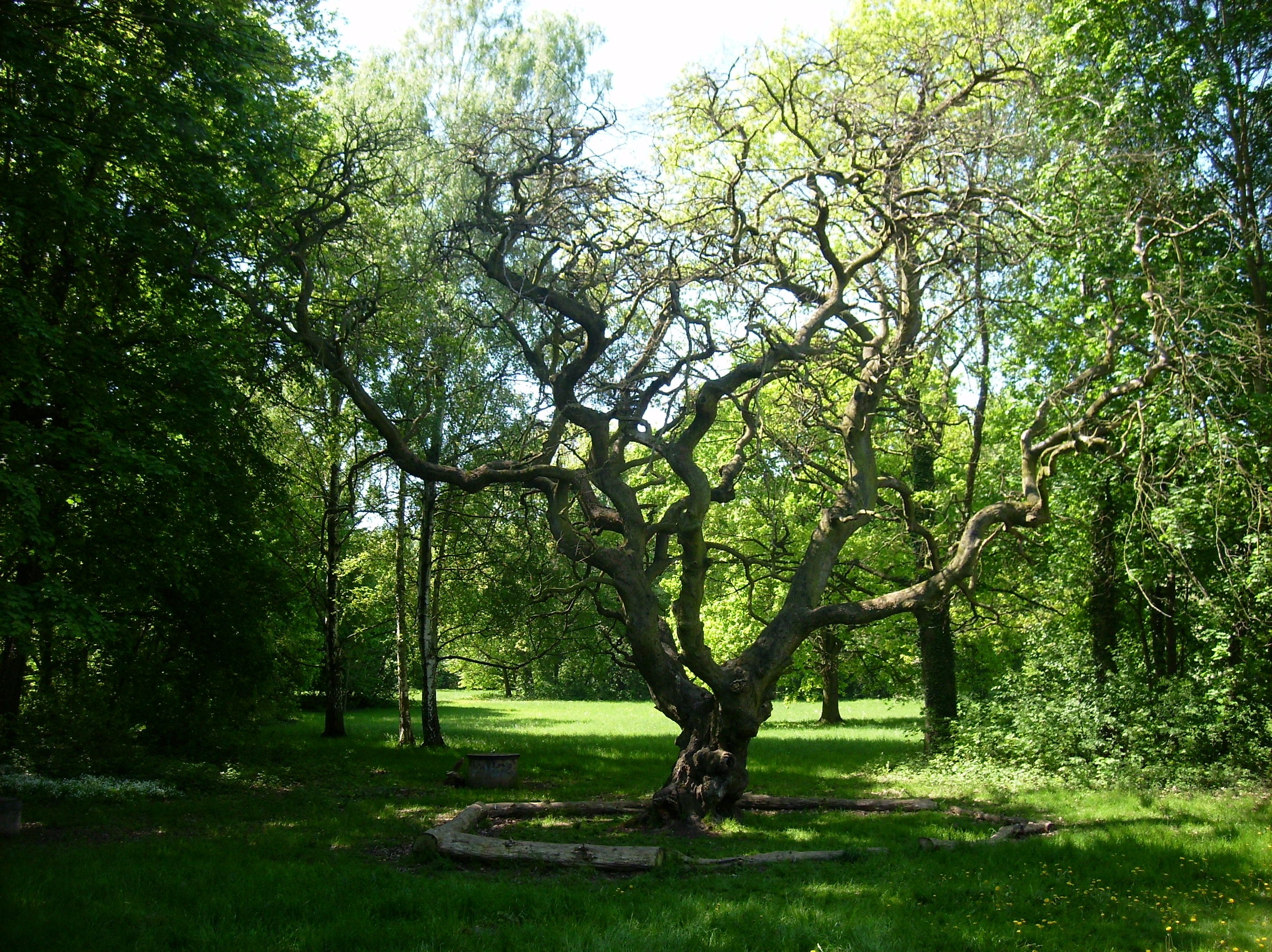